# Австрийска държавна награда за литература
„Австрийската държавна награда за литература“ (на немски: Österreichischer Förderungspreis für Literatur), наричана след 2009 г. Outstanding Artist Award für Literatur, е учредена през 1950 г. като една от държавните награди на република Австрия. Присъжда се ежегодно от Федералното министерство на образованието, изкуството и културата.
Стойността на отличието е 8000 €.

## Носители на наградата (подбор)
- Кристине Буста (1950)
- Илзе Айхингер (1952)
- Марлен Хаусхофер (1953)
- Кристине Лавант (1956)
- Херберт Айзенрайх (1958)
- Кристине Буста, Кристине Лавант (1961)
- Мило Дор (1962)
- Петер фон Трамин (1963)
- Томас Бернхард (1967)
- Марлен Хаусхофер, Андреас Окопенко (1968)
- Петер Хениш (1971)
- Петер Розай (1973)
- Михаел Шаранг (1984)
- Мариане Фриц (1989)
- Норберт Гщрайн (1990)
- Ерих Хакл (1991)
- Роберт Шиндел (1992)
- Роберт Менасе, Петер Уотърхаус (1994)
- Паулус Хохгатерер (1998)
- Даниел Келман (2003)
- Томас Главинич (2006)
- Клеменс Й. Зец (2010)
- Освалд Егер (2014)